# Elisabeth Stoffels
Elisabeth Stoffels, auch Elise (* 30. Oktober 1872 in Ruhrort; † 27. Januar 1943 in Bonn) war eine deutsche Lehrerin und Politikerin (Zentrum).

## Leben
Nach dem Besuch der "Katholischen höheren Töchterschule" in Ruhrort besuchte Stoffels das Königliche Lehrerinnenseminar in Xanten und arbeitete von 1891 bis 1917 als Volksschullehrerin in Ruhrort, ab 1905 Duisburg-Ruhrort. Nach dem Ablegen der Rektorprüfung 1913 nahm sie 1917 eine Tätigkeit als Rektorin an einer Mädchenvolksschule in Neuss auf. Sie war seit 1917 Zweite Vorsitzende des Vereins katholischer deutscher Lehrerinnen (VkdL) und Gründerin des VkdL-Volksschulausschusses.
Stoffels war Mitglied der Zentrumspartei. Sie gehörte von 1919 bis 1921 der Verfassunggebenden Preußischen Landesversammlung an und war danach bis 1933 Abgeordnete des Preußischen Landtages.

## Werke
- Die Lehrerinnenfrage, 1906
- Die Fortbildungsschule für Fabrikarbeiterinnen, 1912
- In schwerer Zeit, 1915
- Die Pflege deutscher Weiblichkeit in der Volksschule, 1915
- Jungmädchens Weggeleit. Eine Lebenskunde für die weibliche Jugend., 1928